# Pthirus
Pthirus (die Schreibweise der Gattung ohne „h“ nach dem „P“ ist Folge einer auf Carl von Linné zurückgehenden Falschschreibung von altgriechisch phtheir ‚Laus‘) ist eine Gattung der Tierläuse. Sie ist die einzige Gattung innerhalb der Familie der Pthiridae und enthält nur zwei Arten: Die Filzlaus (Pthirus pubis) ist ein Parasit des Menschen, Pthirus gorillae befällt Gorillas. Beide Arten trennten sich vor etwa 3,3 Millionen Jahren. Es ist denkbar, dass die Vorfahren des Menschen sich durch Körperkontakt beim Verzehr frischer Gorilla-Kadaver mit dem Parasiten ansteckten. Aufgrund der ähnlichen Struktur der Gorillahaare mit den Schamhaaren des Menschen kam es zur Anpassung. Die Abspaltung von der Gattung der Menschenläuse vollzog sich viel früher, vor etwa 10 bis 13 Millionen Jahren.
Der Thorax dieser Läuse ist sehr kurz, so dass sie scheinbar nur aus Kopf und Abdomen bestehen. Daher haben sie ein krabbenähnliches Aussehen und werden im Englischen auch als ‚crab louse‘ bezeichnet. Das kleine vordere Beinpaar trägt eine schmale Kralle, die beiden kräftigeren hinteren dienen der Verankerung an den Haaren. Die hinteren vier Abdominalsegmente tragen seitliche Zapfen. Im Gegensatz zu Menschenläusen hat Pthirus keine Bedeutung als Krankheitsüberträger.
Charakteristika zur Identifizierung sind:
- Kopf etwa so lang wie der Thorax
- Abdomen kurz, etwa so breit wie der Thorax an seiner Basis
- höckerförmige Seitenlappen
- eine einzelne Borstenreihe je Segment
- am Menschen oder an Gorillas